# Білівські Хутори
Білівські Хутори́ —  село в Україні, у Рівненському районі Рівненської області. Населення становить 133 осіб. З 2020 року у складі Городоцької сільської громади.

## Населення

### Мова
Розподіл населення за рідною мовою за даними перепису 2001 року:
| Мова       | Кількість | Відсоток |
| ---------- | --------- | -------- |
| українська | 133       | 100%     |

## Символіка
Символи затверджені 20 грудня 2024 року рішенням Городоцької сільської ради. Автори – А. Гречило та Ю. Терлецький.

### Герб
У червоному полі срібний прямий хрест; на широкому золотому бордюрі поперемінно 5 синіх дзвонів і 5 пурпурових 8-променевих зірок.
Хрест уособлює місцевий монастир, із заснуванням якого пов’язана й поява поселення, а також підкреслює розташування села на Волині. Дзвони розповідають про виготовлення 1929 р. у Данцигу (Гданську) 5-и дзвонів для монастирської церкви, а 8-променеві зірки вказують на посвяту храму на честь Різдва Богородиці. Щит увінчано золотою сільською короною з колосків, що вказує на статус села.

### Прапор
Квадратне полотнище, у центрі на червоному квадраті білий рівносторонній хрест (ширина сторін хреста рівна 1/3 сторони квадрата), на жовтій лиштві, завширшки в 1/4 сторони прапора, поперемінно 5 синіх дзвонів і 5 пурпурових 8-променевих зірок.

## Пам'ятки
У селі розташовується жіночий Білівський Різдво-Богородичний монастир Російської православної церкви в Україні.